# QBB-95

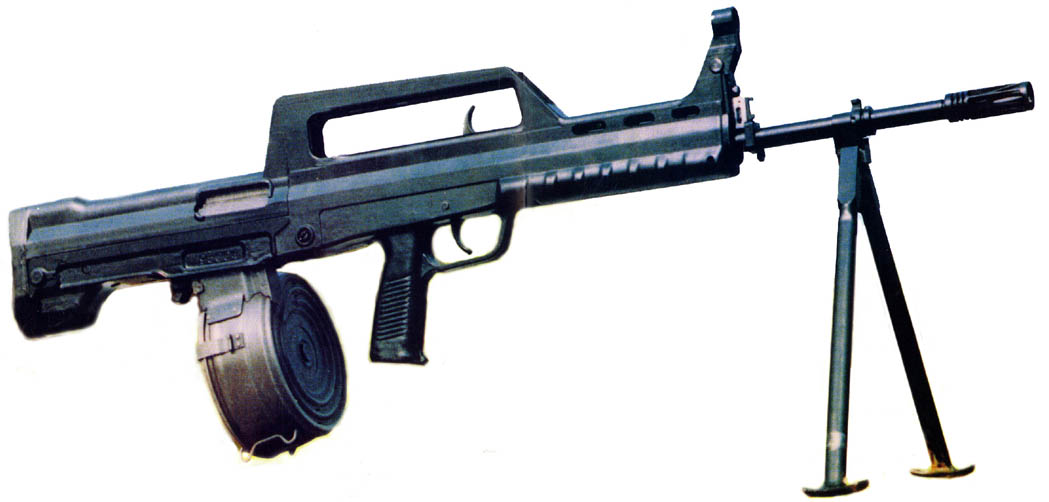
QBB-95

Le QBB-95 (Type 95) est une mitrailleuse chinoise légère de soutien conçue par Norinco. Cette arme utilise un nouveau type de munitions d'origine chinoise, le 5,8 × 42 mm DBP87. Elle a vu le jour pour la première fois en 1997.

## Culture Populaire
Le QBB-95 est présent dans plusieurs jeux vidéo :
- Rainbow Six 3: Raven Shield :
  - Rainbow Six 3: Raven Shield sous le nom Type 95
  - Rainbow Six 3: Athena Sword sous le nom Type 95

- - La série Jagged Alliance:
    - Jagged Alliance
    - Jagged Alliance: Deadly Games
    - Jagged Alliance 2
    - Jagged Alliance 2: Unfinished Business
    - Jagged Alliance 2: Gold Pack
    - Jagged Alliance 2: Wildfire
    - Jagged Alliance Online
    - Jagged Alliance: Back in Action
    - Jagged Alliance:Shades of Red
    - Jagged Alliance:Point Blank
    - Jagged Alliance: Crossfire
    - Jagged Alliance 3D and 3
    - Jagged Alliance: Hired Guns: The Jagged Edge
    - Jagged Alliance:DS
    - Jagged Alliance: Flashback
- Dans la série Battlefield :
  - Il s'agit de la mitrailleuse de base de la classe soutien de Battlefield 2 du camp chinois
  - C'est une mitrailleuse pouvant être débloquée dans le jeu électronique Battlefield 3, utilisée par la classe soutien.
  - Cette arme peut être débloquée dans le jeu Battlefield 4
  - Cette arme peut être débloquée pour la classe médecin dans Battlefield Play4Free
- Il peut être déverrouillé dans le jeu Call of Duty: Black Ops II sous le nom QBB LSW.
- Cette apparaît dans le jeu Tom Clancy's Ghost Recon Phantoms pour la classe support.
- Cette arme est disponible dans ARMA III sous la dénominations Car 95-1